# Alexander Mitscherlich (químico)
Alexander Mitscherlich (Berlim, 28 de maio de 1836 — Oberstdorf, 31 de maio de 1918)  foi um químico alemão filho de Eilhard Mitscherlich.

## Vida
Ele estudou na Universidade de Göttingen, onde também se tornou membro da Burschenschaft Hannovera (fraternidade).
Seu trabalho mais importante foi na área de processamento de madeira para a criação de celulose. Ele patenteou uma versão inicial do processo de sulfito em 1882.
Em 1909, Mitscherlich escreveu sobre o rendimento das colheitas em agronomia. Seus resultados foram caracterizados como a "soma de dois processos exponenciais".
Um historiador da ciência das plantas escreveu em 1942:
Um modelo funcional do solo: a Lei do Mínimo de Liebig foi a formulação de uma ideia de que o rendimento de uma safra era determinado principalmente pelas quantidades de alimentos vegetais presentes em quantidades mínimas. Sua ideia foi discutida mais tarde como o fator limitante por BLACKMAN e novamente por MITSCHERLICH como a lei das relações fisiológicas. Este último foi expresso como uma função logarítmica entre o rendimento e a quantidade de constituintes do alimento calmante, que é virtualmente a Lei dos Retornos Decrescentes.
Está sepultado no Hauptfriedhof Freiburg im Breisgau.